# Спортивна гімнастика на літніх Олімпійських іграх 2000 — опорний стрибок (чоловіки)
Фінал змагань з опорного стрибка серед чоловіків у рамках турніру зі спортивної гімнастики на літніх Олімпійських іграх 2000 року відбувся 25 вересня 2000 року.

## Призери
| Золото                    | Срібло                     | Бронза                |
| Хервасіо Деферр · Іспанія | Олексій Бондаренко · Росія | Лешек Блянік · Польща |

## Фінал
| Місце | Гімнаст                    | Стрибок 1 | Стрибок 2 | Результат |
| ----- | -------------------------- | --------- | --------- | --------- |
|       | Хервасіо Деферр (ESP)      | 9.800     | 9.625     | 9.712     |
|       | Олексій Бондаренко (RUS)   | 9.600     | 9.575     | 9.587     |
|       | Лешек Блянік (POL)         | 9.225     | 9.725     | 9.475     |
| 4     | Олексій Нємов (RUS)        | 9.262     | 9.650     | 9.456     |
| 5     | Сергій Федорченко (KAZ)    | 9.212     | 9.587     | 9.399     |
| 6     | Блейн Вілсон (USA)         | 9.425     | 9.300     | 9.362     |
| 7     | Іоанніс Меліссанідіс (GRE) | 9.212     | 9.312     | 9.262     |
| 8     | Дітер Рем (SUI)            | 9.212     | 8.800     | 9.006     |